# Palaeoptera
Palaeoptera, tudi Paleoptera (grško palaoós - star, nekdanji, starodaven + pteron - krilo, dobesedno »starokrilci«), so primitivna skupina žuželk, ki jih združuje v glavnem lastnost, da zaradi načina pritrditve kril na oprsje le-teh ne morejo zložiti nad telesom, poleg tega pa še nekatere podrobnosti v ožiljenosti kril.
To je evolucijsko stara skupina, ki se je najprej razmahnila v zgodnjem karbonu pred 300 milijoni let z danes izumrlo skupino Palaeodictyopteroidea, ki so jo sestavljali redovi Megasecoptera, Palaeodictyoptera in Diaphanopteroidea. Zgodnejših ostankov še niso našli, verjetno zato, ker se usedline iz takratnih ribnikov in jezer niso ohranile. Kmalu po njih so se pojavili prvi kačji pastirji in enodnevnice ter red Protodonata, kamor uvrščamo fosile največjih žuželk, kar jih je kdaj živelo na Zemlji. Tudi sicer so bili predstavniki skupine Palaeoptera v karbonu zelo veliki, nekatere od takratnih enodnevnic so imele premer kril do 45 cm, osebki iz redu Protodonata (podobni današnjim kačjim pastirjem) pa celo 71 cm. Ta gigantizem danes še ni pojasnjen, eden od verjetnejših razlogov pa je višji delež kisika v atmosferi v paleozoiku, kar bi zmanjšalo omejitev dostave kisika do organov z vzdušnicami.
Taksonomski položaj skupine Palaeoptera še ni pojasnjen. Po večini teorij naj bi se iz ene od nižjih skupin razvili vsi predstavniki skupine Neoptera, zaradi česar je Palaeoptera parafiletska in v sodobni filogenetski klasifikaciji neustrezna skupina. Težava je, da so tudi obstoječi ostanki izumrlih predstavnikov večinoma le fragmenti kril in zelo redko tudi odtisi teles. Nova odkritja bodo pokazala, ali je skupina naravna ali pa jo bo treba nadomestiti z ustreznejšo klasifikacijo.